# Laurel Abrahamson
Pour les articles homonymes, voir Abrahamson.
Laurel Abrahamson (née le 14 janvier 1986) est une joueuse de volley-ball américaine. Avec son club Iowa Ice, elle a participé au Championnat du monde des clubs de volley-ball féminin 2013.